# Quốc ca El Salvador
"Himno Nacional de El Salvador" (Quốc ca El Salvador) là quốc ca của El Salvador. Bài hát được viết lời bởi Juan José Cañas vào năm 1856, và được soạn nhạc bởi nhạc sĩ người Ý Juan Aberle. Bài hát được công nhận là quốc ca de facto của El Salvador vào ngày 15/9/1879, và được công nhận de jure vào ngày 11/12/1953.

## Những lời bài hát trong lịch sử

### Phiên bản 1866
| Lời tiếng Tây Ban Nha | Dịch sang tiếng Việt |
| --- | --- |
| Coro: Libertad, Libertad es el grito Que á la Patria feliz encamina; Libertad es la estrella divina Luz de gloria del fiel Salvador. I En la Patria dichosa resuena De los libres un canto bendito: Ella nunca al estigma maldito Se rindió de la vil opresion. Contemplando gozosa en el Cielo Levantada su espléndida estrella, De la Union en la pléyade bella A los mundos dará admiracion. Coro II Resolvióse su dicha labrar Porque esclava vivir no consiente; Libertad es su timbre fulgente Libertad su bandera y honor. Y sus hijos, sus bravos soldados; Para gloria mayor de sus leyes El poder condenó de los reyes...... ¡Que es la Ley su absoluto señor! Coro III Solo encierra tu seno demócratas Dulce Patria, con solo un matiz; Tú por libre respiras feliz La Igualdad en tu suelo creció. Generoso te extiende su mano Y te llama República fuerte, Todo un Dios que te brinda la suerte Cuantos bienes la tierra creó. Coro IV Si los pueblos de América un dia Bajo el yugo de Iberia gimieron, Héroes tuvo que al fin sacudieron De su frente tan torpe baldon. Su memoria honoremos rendidos Aclamemos sus glorias y hazañas, Y resuene en las altas montañas El placer de esta libre Nacion. Coro | Tự do, tự do là nước mắt Dẫn lối cho một quốc gia hạnh phúc; Tự do là ngôi sao thần thánh Mang ánh sáng vinh quang của Đấng cứu thế trung thành. Trên quê hương hạnh phúc này vang lên Bài hát diễm phước của tự do: Đất nước ta, với sự kì thị khốn kiếp Của ách thống trị hèn hạ, sẽ không đầu hàng. Vui tươi ngắm nhìn lên trời cao Ngôi sao lộng lẫy của ta toả sáng, Từ sự thống nhất của chòm Tua Rua xinh đẹp Ta sẽ bày tỏ sự ngưỡng mộ với thế giới này. Ta quyết đem hạnh phúc tới sự cần lao Vì ta không chịu làm nô lệ; Tự do là chiếc chuông lấp lánh Tự do - quốc kỳ và danh dự. Và những người con dũng cảm của Tổ quốc; Vì vinh quang lớn lao của đất nước Đã phá tan sức mạnh của tên vua kia... Vì pháp luật là chúa tể tuyệt đối! Những người dân chủ, hãy xây dựng tâm hồn đất nước Quê hương dịu hiền, chính một sắc thái; Đất nước ta hít thở trong tự do và hạnh phúc Sự bình đẳng nảy mầm trên đất này. Lòng rộng lượng đưa tay Người tới ta Và gọi tên một nước Cộng hoà mạnh mẽ, Thiên Chúa ban phước lành cho ta Tất cả những gì tốt đẹp của đất. Nếu nhân dân châu Mỹ một ngày nào đó Chịu cảnh lầm than dưới ách thống trị của bọn Iberia, Những anh hùng sẽ rũ bỏ ách áp bức Từ vầng trán họ - một sự vụng về nhục nhã Hãy tôn vinh những lúc họ huỷ bỏ khế ước Hãy hoan hô những vinh quang và hành động của họ, Và hãy hoà ca từ những ngọn núi cao Niềm vui sướng của đất nước tự do. |

## Lời hiện tại
| Lời tiếng Tây Ban Nha | Lời tiếng Nawat | Dịch sang tiếng Việt |
| --- | --- | --- |
| Coro: 𝄆 Saludemos la patria orgullosos de hijos suyos podernos llamar y juremos la vida animosos, sin descanso a su bien consagrar. 𝄇 𝄆 Consagrar, consagrar. 𝄇 I De la paz en la dicha suprema, Siempre noble soñó El Salvador; Fue obtenerla su eterno problema, Conservarla es su gloria mayor. Y con fe inquebrantable el camino Del progreso se afana en seguir (en seguir), Por llenar su grandioso destino, Conquistarse un feliz porvenir. Le protege una férrea barrera Contra el choque de ruin deslealtad, Desde el día que en su alta bandera Con su sangre escribió: ¡LIBERTAD! 𝄆 Escribió: ¡LIBERTAD! 𝄇 Coro II Libertad es su dogma, es su guía Que mil veces logró defender; Y otras tantas, de audaz tiranía Rechazar el odioso poder. Dolorosa y sangrienta es su historia, Pero excelsa y brillante a la vez (a la vez); Manantial de legítima gloria, Gran lección de espartana altivez. No desmaya en su innata bravura, En cada hombre hay un héroe inmortal Que sabrá mantenerse a la altura De su antiguo valor proverbial. 𝄆 Valor proverbial. 𝄇 Coro III Todos son abnegados, y fieles Al prestigio del bélico ardor Con que siempre segaron laureles De la patria salvando el honor. Respetar los derechos extraños Y apoyarse en la recta razón (razón) Es para ella, sin torpes amaños Su invariable, más firme ambición. Y en seguir esta línea se aferra Dedicando su esfuerzo tenaz, En hacer cruda guerra a la guerra: Su ventura se encuentra en la paz. 𝄆 Se encuentra en la paz. 𝄇 Coro | Coro: 𝄆 Tajpalulikan ka tupal ne tal Ipijpilawan tiwelit tukaytiyat Wan kitalikan ne tiyultiwit Te musewiyat pal welit tikpiyate. 𝄇 𝄆 Tikpiyate, tikpiyate. 𝄇 I Timunekit pal tiwelit tinemit Sejsenpatimikwit ne takushkatan palkwi Ka kipiak ka te akaj kinekik Ka kichiwki achta nemit achtu nemi. Wan tay inak te mukwepki tik ne ujti Pal kipiate keman musewij (musewij) Pal kitema se tumak tiawit kipiat Kiputzawase ipal ya nemi Kipalewki se ketzal tet. Kitat munami kaj te muneki Keman ne tunal ku tik ne ajku panti Wan yesyu tawawasuj tamakichti, 𝄆 Tawawasuj tamakichti, 𝄇 | 𝄆 Hãy cùng ngợi ca quê cha đất tổ với lòng tự hào Vì chúng ta có thể kêu gọi những người con nơi đây Hãy cùng đem thể xác, linh hồn, Để hiến dâng những gì tốt nhất của mình mà không ngơi nghỉ 𝄆 𝄆 Hiến dâng, hiến dâng 𝄆 Sống trong hạnh phúc tối thượng của hoà bình, Luôn là giấc mơ vĩ đại của El Salvador; Có được nhờ những trận chiến bất diệt, Sẽ được lưu giữ như những vinh quang lớn lao nhất. Và với niềm tin bất dịch, con đường ấy Của sự tiến bộ, chúng ta sẽ phấn đấu cùng đi; Để hoàn thành vận mệnh vĩ đại này, Để chinh phục một tương lai hạnh phúc. Một hàng rào bằng thép bảo vệ đất nước ta Bảo vệ ta khỏi lũ bất trung hèn hạ, Kể từ ngày đó, trên ngọn cờ giương cao của Tổ quốc Tổ quốc viết bằng máu của mình chữ "TỰ DO" 𝄆 Tổ quốc viết "TỰ DO" 𝄆 Tự do là đạo lý, là con đường của Tổ quốc ta Mà ta đã cố gắng bảo vệ ngàn lần; Và bọn giặc ngoan cố đã nhiều lần Đã dùng nguồn sức mạnh đáng ghét ấy để cướp đi. Đau đớn, đẫm máu là câu chuyện của Tổ quốc ta, Nhưng thật cao cả và rực rỡ thay cùng một thời gian ấy; Ta có một nguồn vinh quang chính đáng, Là bài học tự hào của người Spartan. Bản lĩnh bẩm sinh của ta không hề dao động Trong mỗi người đều là những anh hùng bất tử Những người biết làm thế nào để bảo vệ công lao Của những giá trị tục ngữ 𝄆 Những giá trị tục ngữ 𝄆 Tất cả chúng ta đều vị tha và trung thành Với uy danh của nhiệt huyết chiến đấu Nhờ đó họ đã luôn gặt hái vinh quang Để bảo vệ danh dự của quê cha đất tổ. Để chúng ta tôn trọng quyền của người khác Và dựa trên lý do duy nhất Vì đất nước, không có những gian dối, Ta sẽ đạt những tham vọng bất dịch và vững chắc nhất. Và đi theo con đường ấy, ta vẫn kiên trì Với những nỗ lực cống hiến ngoan cường của ta, Trong những cuộc chiến khắc nghiệt: May mắn của ta được tìm thấy trong hoà bình. 𝄆 Tìm thấy trong hoà bình 𝄆 |